# 트레일

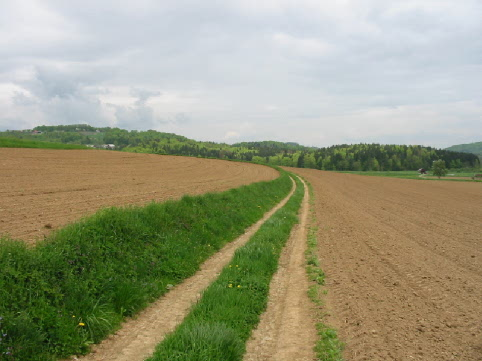
슬로베니아의 트레일

트레일(영어: trail, path, track), 또는 탐방로는 사람이 다니는 포장되지 않은 길을 의미한다. 오늘날에는 하이킹 트레일을 뜻하기도 한다. 트레일을 달릴 때 신는 운동화를 트레일 런닝 슈즈라고 하는데, 한국에서는 트레킹화라고 주로 부른다.

## 종류

### 크로스컨트리 스키

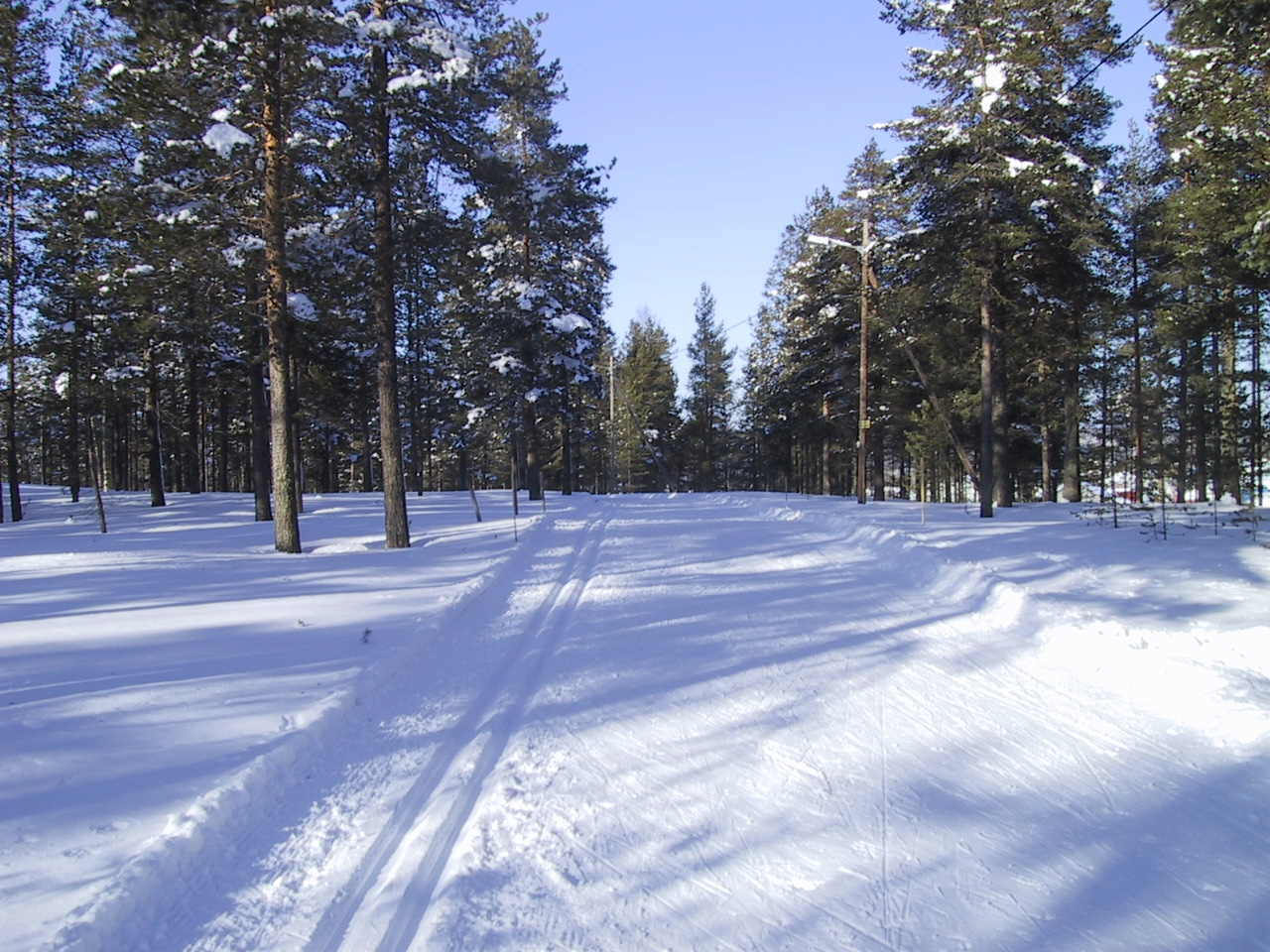
크로스컨트리 스키를 위한 준비된 스키 트레일.

크로스컨트리 스키에서 트레일은 또한 트랙이나 피스트(piste)로도 부른다.

### 레일 트레일
폐선을 이용해서 만든 트레일이다.

## 트레일 행정
미국은 1968년 트레일법(National Trails System Act)을 제정하여 트레일을 중앙정부, 지방정부가 관리한다. 국립 경치 트레일, 국립 레크레이션 트레일, 국립 역사 트레일 등을 제정해 관리한다. 국립 트레일 시스템 참조.

## 같이 보기
- 올레길
- 트레일 러닝
- 레일 트레일
- 내셔널 트레일 시스템(영어판) - 미국의 전국트레일 체계